# Râul Veleșchia, Bicaz
Râul Veleșchia sau Pârâul Roșu sau Râul Vereșcheu este unul din brațele care formează râul Bicaz. 

## Hărți
- Harta județului Harghita
- Gyilkos-tó és környéke - Dimap, Budapest
- Harta Munții Hășmaș  Arhivat în 26 iunie 2008, la Wayback Machine.